# Georgios Samaras
Georgios Samaras - (em grego, Γιώργος Σαμαράς: Heraclião, 21 de Fevereiro de 1985) é um ex-futebolista grego que atuava como atacante. Seu último clube foi o Samsunspor Kulübü Derneği, da terceira divisão do campeonato turco de futebol.

## Carreira

### Sportclub Heerenveen
Mesmo sendo bem novo, Samaras começou sua carreira cedo no futebol. Logo na temporada 2001/2002 já participava no Campeonato Neerlandês de Futebol, conhecido também como Campeonato Holandês, jogando pelo Heerenveen.

### Manchester City Football Club
Chegando na temporada 2004/2005 do Campeonato Holandês, Samaras era o grande destaque da equipe e, com tanto reconhecimento, transferiu-se para o Manchester City, da Inglaterra.

### Celtic Football Club

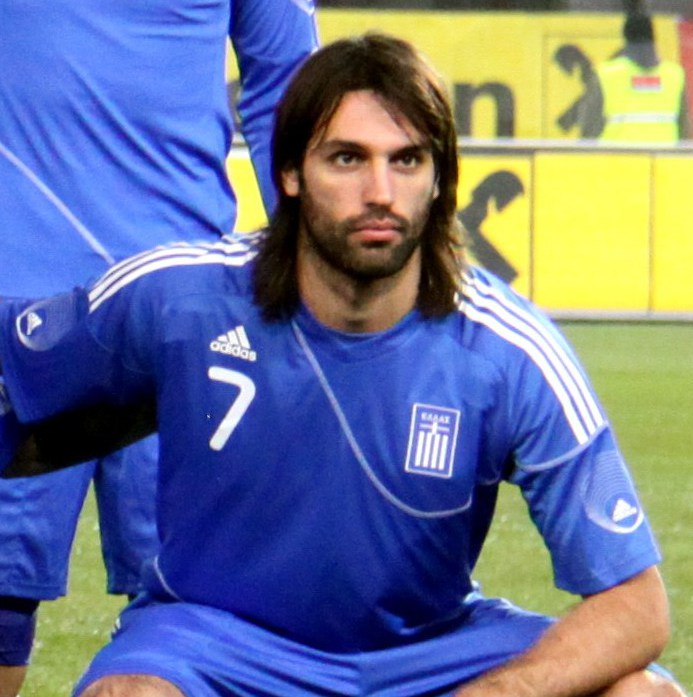
Samaras pela Grécia em 2010

Perdeu prestígio, atuando por apagadas três temporadas da Premier League (2005/2006, 2006/2007 e 2007/2008). Joga no Celtic Football Club, da Escócia.
No mercado de Inverno 2010/2011 teve uma proposta do Sporting Clube de Portugal, que não conclui. Samaras disputou a Copa do Mundo FIFA de 2010 por seu país, a Grécia, mas não marcou nenhum gol.
Samaras foi novamente convocado para a Copa do Mundo FIFA de 2014. Tornou-se o héroi da seleção grega ao marcar de pênalty, aos 47 minutos do segundo tempo, contra a Costa do Marfim, o gol que classificaria a seleção grega pela primeira vez na história, para a segunda fase do torneio.

### West Bromwich Albion Football Club
Em 22 de Agosto de 2014, West Bromwich Albion confirmou sua contratação por duas temporadas.

### Al-Hilal Saudi Football Club
No meio da temporada 2014-2015, foi emprestado ao Al-Hilal, da Arábia Saudita até o fim da temporada árabe. Após o fim do contrato, Samaras chegou a realizar exames médicos no Unione Calcio Sampdoria mas não foi aprovado, estando livre para negociações.

### Rayo OKC
Em março de 2016, ele assina com o modesto Rayo OKC, da liga North American Soccer League.

### Real Zaragoza
Em fevereiro de 2017, Georgios Samaras assinou com o Real Zaragoza até o final da temporada.

### Samsunspor
Em 6 de agosto de 2017, Samaras assinou com o Samsunspor. Em 24 de dezembro, ele marcou seu primeiro gol com o clube, empatando no final do primeiro tempo, com uma derrota por 4-2 fora contra o Ümraniyespor. Foi seu primeiro gol desde 7 de agosto de 2016, quando ele marcou em um empate 1-1 contra o New York Cosmos.
Aposentadoria
Após a péssima campanha do time na segunda divisão do campeonato turco 2017/18, em 34 jogos foram (7 vitórias, 15 empates e 12 derrotas), o Samsunspor foi rebaixado para a terceira divisão. Com 33 anos, o atacante grego pendurou as chuteiras depois de passagens por Heerenveen, Manchester City, Celtic, West Bromwich, Al-Hilal, Rayo OKC, Real Zaragoza e Samsunspor, o último clube que representou e no qual realizou 25 jogos e marcou 2 gols.
No Celtic onde foi seu auge e se destacou mais durante a carreira. Pelo clube escocês participou em 253 jogos, marcou 74 gols, conquistou quatro títulos de Campeão do Campeonato Escocês, duas Copa da Escócia e uma Taça da Liga.
Após anunciar sua aposentadoria, o clube escocês o homenageou em sua conta oficial do Twitter onde complementou na publicação com fotos do jogador e as estatísticas de quando atuou pelo clube. Ao final da publicação o Celtic agradeceu ao jogador grego por ter representado as cores do time e disse: 'Obrigado pelas memórias, Sammi!'

## Títulos

### Clube
Celtic
- Scottish Premier League (4): 2007–08, 2011–12, 2012–13, 2013–14
- Scottish Cup (2): 2010–11, 2012–13
- Scottish League Cup (1): 2008–09

Al-Hilal
- Saudi Crown Prince Cup: (Vice) 2014–15

### Individual
- Jogador do Mês da Liga Escocesa: 2008[3]
- Celtic F.C. Jogador do Ano: 2012–13[4]
- FIFA Award: 'Man of the match' Homem do jogo Grécia x Costa do Marfim[5], válido pela terceira rodada do Grupo C da Copa do Mundo de 2014.